# Wohn- und Wirtschaftsgebäude Heidberger Straße 5
Das Wohn- und Wirtschaftsgebäude Heidberger Straße 5 in der niedersächsischen Gemeinde Lilienthal-Heidberg im Landkreis Osterholz stammt vom Ende des 18. Jahrhunderts. Aktuell (2025) wird es zum Wohnen genutzt.
Das Gebäude steht unter Denkmalschutz (siehe auch Liste der Baudenkmale in Lilienthal).

## Geschichte und Beschreibung
Lilienthal geht auf die Gründung des Klosters Lilienthal im 13. Jahrhundert zurück. Heidberg liegt östlich vom Kern Lilienthals und wurde von 1700 bis 1766 bei der Moorkolonisierung des Teufelsmoors errichtet.
Das eingeschossige traufständige niedrige Gebäude als Zweiständer-Hallenhaus in Fachwerk mit Steinausfachungen und mit reetgedecktem Krüppelwalmdach als Niedersachsengiebel mit Uhlenloch und Grooter Door mit Korbbogen wurde am Ende des 18. Jahrhunderts gebaut.
Das Landesdenkmalamt befand u. a.: „… typisches Hallenhaus in Zweiständerkonstruktion …“